# 225232 Kircheva
225232 Kircheva este un asteroid din centura principală de asteroizi.

## Descriere
225232 Kircheva este un asteroid din centura principală de asteroizi. A fost descoperit pe 21 iulie 2009 la Zvezdno Obshtestvo de F. Fratev. Asteroidul prezintă o orbită caracterizată de o semiaxă mare de 2,56 ua, o excentricitate de 0,25 și o înclinație de 5,0° în raport cu ecliptica.